# František Douda
František Douda (Planá nad Lužnicí, 23 ottobre 1908 – 15 gennaio 1990) è stato un pesista e discobolo cecoslovacco.

## Palmarès

### Olimpiadi
- Bronzo a Los Angeles 1932 nel getto del peso.

### Europei
- Bronzo a Torino 1934 nel getto del peso.